# Hamlet (Indiana)
Hamlet es un pueblo ubicado en el condado de Starke en el estado estadounidense de Indiana. En el Censo de 2010 tenía una población de 800 habitantes y una densidad poblacional de 316,8 personas por km².

## Geografía
Hamlet se encuentra ubicado en las coordenadas 41°22′46″N 86°35′00″O / 41.37944, -86.58333. Según la Oficina del Censo de los Estados Unidos, Hamlet tiene una superficie total de 2.53 km², de la cual 2.5 km² corresponden a tierra firme y (1.03%) 0.03 km² es agua.

## Demografía
Según el censo de 2010, había 800 personas residiendo en Hamlet. La densidad de población era de 316,8 hab./km². De los 800 habitantes, Hamlet estaba compuesto por el 96.63% blancos, el 0% eran afroamericanos, el 1% eran amerindios, el 0.13% eran asiáticos, el 0% eran isleños del Pacífico, el 0.63% eran de otras razas y el 1.63% pertenecían a dos o más razas. Del total de la población el 2.63% eran hispanos o latinos de cualquier raza.